# Poospiza rubecula
A Poospiza rubecula a madarak osztályának verébalakúak (Passeriformes) rendjébe és a tangarafélék (Thraupidae) családjába tartozó faj.

## Rendszerezése
A fajt Osbert Salvin angol természettudós és ornitológus írta le 1895-ben.

## Előfordulása
Peruban az Andok területén honos. Természetes élőhelyei a szubtrópusi és trópusi száraz erdők és cserjések. Állandó, nem vonuló faj.

## Megjelenése
Testhossza 17 centiméter.

## Természetvédelmi helyzete
Az elterjedési területe kicsi, egyedszáma 150-700 példány közötti és csökken. A Természetvédelmi Világszövetség Vörös listáján veszélyeztetett fajként szerepel.